# RTI 2
Cet article concerne la chaîne de télévision. Pour l'entreprise, voir Groupe RTI.
Ne doit pas être confondu avec La Une.
RTI 2 est une chaîne de télévision généraliste publique ivoirienne. Elle est consacrée à la jeunesse.

## Histoire de la chaîne
La deuxième chaîne de télévision ivoirienne, baptisée Canal 2, naît le 9 décembre 1983. C'est d'abord une toute petite chaîne sans publicité, ni information qui ne diffuse que deux jours par semaine (le mardi et le vendredi à partir de 20 h 30) sur un rayon de 50 km autour d'Abidjan.
Le 1er novembre 1991, la chaîne est reformatée sous le nom de TV2, et devient une chaîne thématique de proximité qui émet tous les jours sur un bassin de réception élargi à 150 km autour d'Abidjan et depuis le 3 octobre 2011 RTI2.
RTI 2
« Un autre regard »
- RTI 2 est une chaîne de proximité qui couvre environ 150 kilomètres dans le rayon d’Abidjan. Les régions concernées sont celles des Lagunes (Abidjan), de l’Agnéby-Tiassa (Agboville) et du Sud Comoé (Aboisso).
- Chaîne à vocation culturelle, RTI 2 est la vitrine de nos valeurs traditionnelles, des faits de société et des préoccupations quotidiennes des ivoiriens. La chaîne est quotidiennement alimentée par divers programmes composés des éditions du *journal, des documentaires et fictions, des productions nationales.
- Le journal télévisé comporte deux éditions d’une durée de 15 minutes chacune : 12h 30, 19h 30 (rediffusée à 22h 30) auxquelles il faut ajouter le JT en images de 6h 30 et 2 flashes d’information, 30 minutes avant les deux éditions susmentionnées.

## Organisation

### La RTI
Directeur général :
- Kady fatiga depuis 2019
- Konan Kouakou Elie Jôel Trésore, de juin 2013 à 2019
- AKA Sayé Lazare, du 2 août 2011 à juin 2013
- Brou Aka Pascal

## Programmes
TV2 est une chaîne thématique de proximité axée sur le divertissement (feuilletons, émissions de divertissement, dessins animés, films, clips), mais qui diffuse aussi beaucoup de magazines.
Toutes ses émissions sont réalisées dans les locaux de la première chaîne.

## Diffusion
RTI 2 est diffusé sur la télévision numérique terrestre depuis son lancement le 8 février 2019 qui est en cours de déploiement sur le territoire, tandis que l'analogique sera désactivé d'ici juin 2020,.
- Canal+ Afrique : chaîne n°202
- StarTimes (en clair) : chaîne n°735

## Logos

Logo de la chaîne de 1991 à 2011.
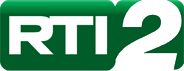
Logo de la chaîne de 2011 à 2020
Logo de la chaîne depuis 2021

## Les animateurs
- Hamza Diaby
- Juliette Weah
- Eva Amani
- Mohamed Kante
- Michelle Mambo
- Anne-Zélica Ehoura
- Kady Fofana née Fadiga

## Émissions

### Information
- Le 12H30 en images
- Le JT de 12H30
- Le JT de 19H30

### Magazine
- On Garde le Contact
- Sur le Net
- Bien s'exprimer
- La petite Causerie de la 2
- Point de Beauté
- Espace Francophone
- Rythmes et Valeurs
- Entre les lignes (RTI 2)
- Hello
- Expression jeunes
- Brico Deco
- Relief

### Divertissements et jeux
- Le Beach de la 2
- L'Afrique a un incroyable talent
- Babi Dance Battle

### Musique
- Promo Zik
- Clips Inter
- Top Ten
- Couleurs Tropic
- Zik Retro
- Urban Clips
- Clubbing
- Clips religieux
- World Music
- Music Actu

### Sport
- Buzz de Sport
- 3e Mi Temps
- Gym de la 2

### Cuisine
- Cordon Bleu TV
- OK Chef

### Séries
- Amour Océan 2010 (telenovela)
- Revenge (série télévisée)
- Chicago Fire (série télévisée)
- Éva Luna (telenovela) 2016
- Arrow (série télévisée)
- Defiance
- SMASH
- Madam Secretary
- Rivals ( Telenovela ) 2010_2011
- El Diablo ( Telenovela ) 2011
- Les choix de L'amour ( Telenovela ) 2017_2018
- Ne Me Quitte Pas ( Teleovela ) 2018
- Les Goldberg (2019-
- Siddhi Vinayak ( série télévisée indienne ) 2021_2022
- Ma vie sans elle (Rangrasiya) ( série télévisée indienne ) 2020
- Toi,mon amour (Tu Aashiqui) ( série télévisée indienne ) 2020

### Séries originales
- Cour commune

### Anciens programmes
- How I Met Your Mother
- NCIS : Enquêtes spéciales
- Sacrifice de femme
- Amour interdit
- Grachi
- Les Parent
- Saloni
- Lie to me
- El Capo
- Event
- Broken Vow
- Daniella
- Rosario
- Antara
- Heartland
- Princesse Eka
- Portée disparue
- Modern Family
- Le destin de Zoya (telenovela)
- Windeck (série télévisée angolaise)
- Under the Dome
- Homeland (série télévisée américaine)
- Cosita Linda (telenovela)

### Jeunesse
- Wakfu
- Garfield et Cie
- Didou
- Zou
- Les Woloclowns
- Mini-Loup
- La ferme en folie
- Les tresors du monde
- Yakari